# ATP Cleveland 1973
L'ATP Cleveland 1973 è stato un torneo di tennis giocato sul sintetico indoor. È stata la 1ª edizione dell'ATP Cleveland, che fa parte del World Championship Tennis 1973. Si è giocato a Cleveland negli USA, dal 9 al 15 aprile 1973.

## Campioni

### Singolare
Ken Rosewall ha battuto in finale  Roger Taylor con il punteggio di 6–3 6–4

### Doppio
Ken Rosewall /  Fred Stolle hanno battuto in finale  Ismail El Shafei /  Brian Fairlie con il punteggio di 6–2, 6–3